# Las Beatas (San Pedro del Pinatar)
Las Beatas es una pedanía de San Pedro del Pinatar. Limita con el municipio de San Javier (Murcia) y con el núcleo urbano y dos pedanías: Los Antolinos y Los Sáez. En ella existe un pequeño polígono industrial con un tanatorio y las instalaciones de una ITV entre otras.